# Polperro

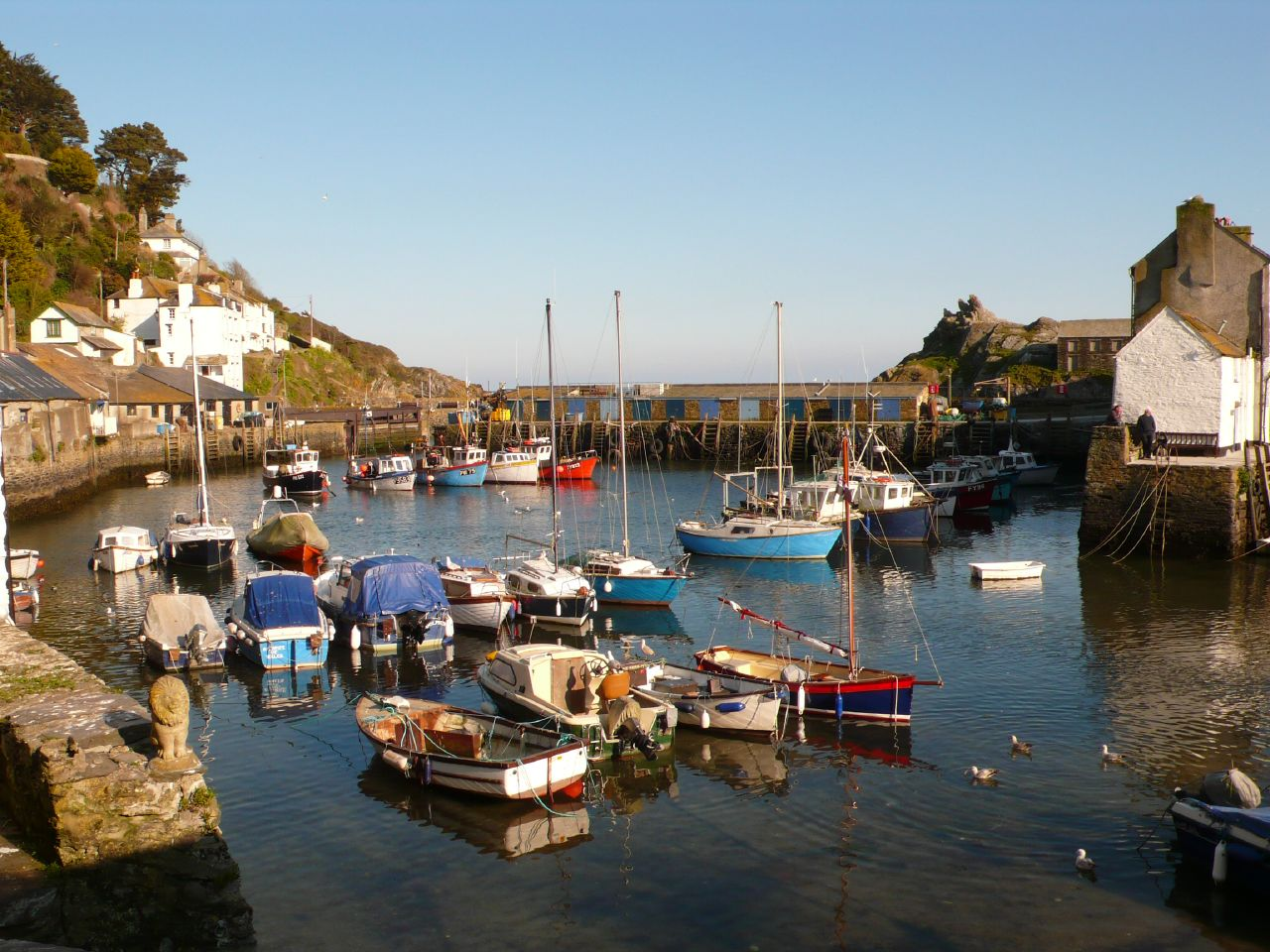
Przystań w Polperro

Polperro korn. Porthpyra – wieś w Wielkiej Brytanii, w Kornwalii, położona nad kanałem La Manche, 6 km na zachód od Looe i 40 km na zachód od Plymouth. Wieś leży na szlaku turystycznym South West Coast Path.

## Historia
Polperro od swego powstania było wsią rybacką, utrzymującą się z połowu sardynek. W XVIII w. wieś była ośrodkiem przemytu; na masową skalę rozładowano tu statki z kontrabandą z wyspy Guernsey. W r. 1798 niedaleko Polperro doszło do zatrzymania statku przemysłowego Lottery przez poborców podatkowych, podczas którego jeden z poborców został zastrzelony. Zabójca, Tom Potter został osądzony i powieszony. Obecnie głównym źródłem utrzymania się mieszkańców jest turystyka.

## Atrakcje turystyczne
- Muzeum rybactwa i przemytu
- Obchody Nowego roku, podczas których wszyscy we wsi przebierają się za piratów[4]